# Debrzynka
Die Debrzynka, bis 1949 Dobrzynka (deutsch Dobrinka), ist ein linker Nebenfluss der Gwda (Küddow oder Küdde) in der polnischen Woiwodschaft Großpolen.
Sie hat ein Einzugsgebiet von 122,2 km² und entspringt bei Mosiny (Mossin, kaschubisch Mòsënë) in der Woiwodschaft Pommern. Nach einem Lauf von 35,93 Kilometern mündet sie bei Lędyczek (Landeck) in die Gwda. Dieser Ort mit 526 Einwohnern (2008) hatte bis 1973 Stadtrechte.